# Cymaenes
Cymaenes is een geslacht van vlinders van de familie dikkopjes (Hesperiidae), uit de onderfamilie Hesperiinae.

## Soorten
- C. cavalla Evans, 1955
- C. chapa Mielke, 1968
- C. chela Evans, 1955
- C. distigma (Plötz, 1883)
- C. finca Cock, 1985
- C. fraus (Godman, 1900)
- C. gisca Evans, 1955
- C. idria Evans, 1955
- C. jamba Evans, 1955
- C. laureolus (Schaus, 1913)
- C. laza Mielke, 1968
- C. lepta (Hayward, 1938)
- C. limae (Lindsey, 1925)
- C. mabillei (Giacomelli, 1911)
- C. modestus (Hayward, 1943)
- C. odilia (Burmeister, 1878)
- C. perloides (Plötz, 1882)
- C. psyllus (Mabille, 1897)
- C. riba Mielke, 1968
- C. sancoya (Schaus, 1902)
- C. tripunctata (Latreille, 1824)
- C. tripunctus (Herrich-Schäffer, 1865)
- C. uruba (Plötz, 1886)
- C. vegrandis (Hayward, 1934)
- C. warreni (Weeks, 1901)
- C. zama (Hayward, 1938)